# André Migot
André Migot (n. 28 ianuarie 1892, Paris, Île-de-France, Franța – d. 21 februarie 1967, Villejuif, Région parisienne, Franța) a fost un medic, călător și scriitor francez.

## Biografie
A servit ca ofițer medical în Armata Franceză în timpul Primului Război Mondial, fiind decorat cu ordinul Croix de Guerre. După război a devenit cercetător în biologia marină și apoi a practicat medicina în Franța, iar în timpul liber a escaladat Alpii și Pirineii. În 1938 a pornit cu bicicleta către India, încercând să-și satisfacă interesul față de religiile orientale. În timpul celui de-al Doilea Război Mondial a lucrat ca medic în Parisul ocupat.
După război a mers în Indochina, de unde în 1947 a efectuat o excursie solitară prin estul Tibetului și prin China, cu scopul de a cerceta anumite aspecte ale budismului Tibetan. În timpul acestei călătorii a încercat, fără a reuși, să ajungă în Lhasa, deghizat într-un călugăr cerșetor. Deoarece putea vorbi și scrie în limba tibetană, a reușit să poarte conversații cu lama și a fost inițiat în ritualurile unei secte budiste. Această călătorie este descrisă în cartea sa cea mai cunoscută Caravane vers Bouddha, care a fost tradusă în limba engleză de Peter Fleming cu titlul Tibetan Marches.
De la Beijing, unde acțiunea cărții se termină în 1948, a efectuat o călătorie la fel de aventuroasă prin Tibet către Indochina. Mai târziu, el a petrecut doi ani în Insulele Kerguelen ca medic al unei expediții franceze. În 1954 s-a alăturat unei expediții australiene în aceeași regiune.
El a scris multe alte cărți despre călătoriile sale, precum și despre filozofia și religiile orientale.

## Scrieri
- Migot, André (traducere de Peter Fleming) (1955). Tibetan Marches, Rupert Hart-Davis, Londra

1. ↑  Autoritatea BnF, accesat în 10 octombrie 2015
2. ↑  Czech National Authority Database, accesat în 1 martie 2022